# Shipbourne
 (juin 2018).
Si vous disposez d'ouvrages ou d'articles de référence ou si vous connaissez des sites web de qualité traitant du thème abordé ici, merci de compléter l'article en donnant les références utiles à sa vérifiabilité et en les liant à la section « Notes et références ».
Shipbourne est une localité du district non-métropolitain de Tonbridge and Malling, située dans le Kent, au Royaume-Uni.